# 필라멘트 전파
비선형 광학에서 필라멘트 전파는 매질 내에서 회절 없이 빛을 전파하는 현상을 뜻한다. 이는 커 효과가 매체의 굴절률 변화를 일으켜 빛의 자가 초점 맞춤을 유발하기 때문에 가능하다.
레이저 펄스로 인한 유리의 필라멘트 손상 흔적은 1964년 Michael Hercher가 처음으로 관찰했다. 대기 중 레이저 펄스의 필라멘트 전파는 1994년 미시간 대학의 Gérard Mourou와 그의 팀에 의해 관찰되었다. 대기에서 처프 펄스 증폭에 의해 생성된 테라와트 강도의 레이저 빔의 이온화 및 rarefraction에 의한 자가 초점 맞춤과 자체 감쇠 회절 사이의 균형은 빔의 도파관 역할을 하는 "필라멘트"를 생성하여 발산을 방지한다. 관찰된 필라멘트가 실제로 광 에너지의 "도파된" 집중 대신에 axiconic(bessel) 또는 움직이는 초점에 의해 생성된 환상이라는 경쟁 이론은 1997년 Los Alamos National Laboratory의 작업자에 의해 보류되었다. 필라멘트화 과정을 설명하기 위해 정교한 모델이 개발되었지만, Akozbek et al. 은 공기 중에 강한 레이저 펄스를 전파하기위한 반 분석적이고 이해하기 쉬운 답을 제공하고있다.
반도체 매질의 필라멘트 전파는 대형 개구 수직 캐비티 표면 방출 레이저에서도 관찰 할 수 있다.

## 기체 매질에서 펨토초 레이저의 필라멘트화

### 자가 초점 맞춤
매체를 통과하는 레이저 빔은 매체의 굴절률을 다음과 같이 변화시킬 수 있다.
{\displaystyle n={n_{0}+{\bar {n}}_{2}I}}
이 때 {\displaystyle n_{0}}, {\displaystyle {\bar {n}}_{2}} 와 {\displaystyle I}는 각각 굴절률, 2 차 굴절률 및 전파하는 레이저의 강도다. 자가 초점 맞춤은 커 효과로 인한 위상 변화가 가우스 빔 발산으로 인한 위상 변화를 보상 할 때 발생한다. 가우스 빔의 회절로 인한 위상 변화 {\displaystyle \Delta z}는
{\displaystyle \phi _{diffraction}={k\Delta z \over 2\rho _{0}^{2}}r^{2}}
그리고 커 효과로 인한 위상 변화는
{\displaystyle \phi _{Kerr}={2\pi {\bar {n}}_{2}I_{0}\Delta z \over \lambda }exp({-2r^{2} \over w_{0}^{2}})\approx {2\pi {\bar {n}}_{2}I_{0}\Delta z \over \lambda }(1-{2r^{2} \over w_{0}^{2}})} .
이 때 {\displaystyle k={2\pi n_{0} \over \lambda }}, {\displaystyle \rho _{0}={\pi w_{0}^{2}n_{0} \over \lambda }} (Rayleigh 범위) 그리고 {\displaystyle w_{0}}는 가우스 빔의 너비이다. 자가 초점 맞춤이 일어나려면 {\displaystyle r^{2}} 항은 Kerr 위상과 회절 위상 모두에서 크기가 동일하다는 조건을 충족해야 한다. 따라서
{\displaystyle I_{0}={w_{0}^{2} \over 4\rho _{0}^{2}{\bar {n}}_{2}}} .
반면에 가우스 빔 너비의 면적이 {\displaystyle \pi w_{0}^{2} \over 2}임을 알고 있으므로, 따라서
{\displaystyle P_{c}={\lambda ^{2} \over 8\pi n_{0}{\bar {n}}_{2}}} .
이 때
{\displaystyle {\bar {n}}_{2}\left({cm^{2} \over W}\right)=n_{2}n_{0}\epsilon _{0}c}
자동 초점에는 임계 전력보다 높은 레이저 피크 전력이 필요하다. {\displaystyle P_{c}} (공기 중 기가 와트 단위 ) 그러나 피크 전력이 임계 전력 자체 초점보다 높은 적외선 (IR) 나노초 펄스의 경우에는 불가능하다. 다 광자 이온화, 역제동 복사 및 전자  이온화는 가스와 레이저 상호 작용의 세 가지 주요 결과이다. 이후의 두 프로세스는 충돌 유형 상호 작용이며 완료하는 데 시간이 걸립니다 (피코 초에서 나노초까지). 나노초 펄스는 전력이 자체 초점에 필요한 GW 순서에 도달하기 전에 공기 파괴를 일으킬만큼 충분히 길다. 가스의 분해는 흡수 및 반사 효과가있는 플라즈마를 생성하므로 자가 초점을 막는다.

## 집중된 짧은 레이저 펄스의 전파 중 재 조첨 맞춤
필라멘트 전파와 관련된 흥미로운 현상은 기하학적 초점 후 초점이 맞춰진 레이저 펄스의 재 초점이다. 가우스 빔 전파는 기하학적 초점에서 양방향으로 증가하는 빔 폭을 예측한다. 그러나 레이저 필라멘트화 상황에서는 빔이 빠르게 다시 붕괴된다. 이러한 발산과 초점 변경은 무기한으로 계속된다.

## 광 반응 시스템에서의 필라멘트 전파
필라멘트 형성 및 전파는 포토 폴리머 시스템에서도 관찰 될 수 있다. 이러한 시스템은 굴절률의 광 반응 기반 증가를 통해 Kerr와 유사한 광학 비선형 성을 나타낸다. 필라멘트는 개별 빔의 자체 포획 또는 광역 광 프로파일의 변조 불안정의 결과로 형성된다. 아크릴, 에폭시 및 에폭시와의 공중 합체, 및 중합체 블렌드를 포함한 여러 광중 합성 시스템에서 관찰되었다. 필라멘트 형성 및 전파의 위치는 입력 광 필드의 공간 프로파일을 변조하여 제어 할 수 있다. 이러한 광 반응 시스템은 공간적 및 시간적으로 비 간섭적인 빛으로부터 필라멘트를 생성 할 수 있다. 느린 반응은 광학 장의 시간 평균 강도에 반응하여 펨토초 변동이 사라져 버리기 때문이다.  이것은 비순 시적 반응을 갖는 광 굴절 매체와 유사하며, 이는 비 일관 적이거나 부분적으로 비 일관적인 빛으로 필라멘트 전파를 가능하게한다.

## 잠재적 응용
플라즈마를 만든 필라멘트는 협대역 레이저 펄스를 완전히 새로운 애플리케이션 세트를 갖는 광대역 펄스로 바꾼다. 필라멘트 유도 플라즈마의 흥미로운 측면은 광학적 파괴를 방지하는 과정인 제한된 전자 밀도이다. 이 효과는 낮은 수준의 연속체와 더 작은 선 확장으로 고압 분광법에 탁월한 소스를 제공한다. LIDAR 공기 모니터링은 또 다른 잠재적 인 응용 프로그램이다
짧은 레이저 펄스를 사용하는 평판 다이싱은 유리 기판이 얇아 짐에 따라 기존의 다이아몬드 블레이드 다이싱 기술을 사용하여 공정 수율을 개선하는 것이 더 어려워지기 때문에 중요한 응용 분야이다. 400mm/s 이상의 짧은 펄스 다이싱 속도 사용은 50kHz, 5W 고출력 펨토초 레이저를 사용하여 무 알칼리 유리 및 붕규산 유리에서 성공적으로 시연되었다. Kamata et al.이 개발한 작업 원리는 다음과 같다.
2014년 7월 메릴랜드 대학의 연구자들은 정사각형 배열로 필라멘트화된 펨토초 레이저 펄스를 사용하여 수 밀리 초 정도 지속되는 광 도파관 역할을하는 공기 중 밀도 구배를 생성한다고 보고했다. 초기 테스트는 약 1 미터 거리에서 유도되지 않은 신호에 대해 50 %의 신호 이득을 보여주었다.

## 참고 문헌
1. ↑  Rashidian Vaziri, M R (2013). “Describing the propagation of intense laser pulses in nonlinear Kerr media using the ducting model”. 《Laser Physics》 23 (10): 105401. Bibcode:2013LaPhy..23j5401R. doi:10.1088/1054-660X/23/10/105401.
2. ↑  Hercher, M. (1964). “Laser-induced damage in transparent media”. 《Journal of the Optical Society of America》 54: 563.
3. ↑  Xhao, X.M.; Jones, R.J.; Strauss, C.E.M.; Funk, D.J.; Roberts, J.P.; Taylor, A.J. (1997). 〈Control of femtosecond pulse filament formation in air through variation of the initial chirp of the pulse〉. 《CLEO '97., Summaries of Papers Presented at the Conference on Lasers and Electro-Optics》 11. IEEE. 377–378쪽. doi:10.1109/CLEO.1997.603294. ISBN 0-7803-4125-2.
4. ↑  N Aközbek, CM Bowden, A Talebpour, SL Chin, Femtosecond pulse propagation in air: Variational analysis, Phys. Rev. E 61, 4540–4549 (2000)
5. ↑  Boyd, Robert (1992). 《Nonlinear optics》 Thi판. Academic press.
6. ↑  Diels, Jean-Claude; Rudolph, Wolfgang (2006년 10월 5일). 《Ultrashort laser pulse phenomena》 Seco판. ISBN 978-0-12-215493-5.
7. ↑  Chin, S.L.; Wang, T.J.; Marceau, C. (2012). “Advances in intense femtosecond laser filamentation in air”. 《Laser Physics》 22 (1): 1–53. Bibcode:2011LaPhy.tmp..464C. doi:10.1134/S1054660X11190054.
8. ↑  M. Mlejnek, E.M. Wright, J.V. Moloney, Opt. Lett. 23 1998 382
9. ↑  A. Talebpour, S. Petit, S.L. Chin, Re-focusing during the propagation of a focused femtosecondTi:Sapphire laser pulse in air, Optics Communications 171 1999 285–290
10. ↑  Kewitsch, Anthony S.; Yariv, Amnon (1996년 1월 1일). “Self-focusing and self-trapping of optical beams upon photopolymerization” (PDF). 《Optics Letters》 (영어) 21 (1): 24–6. Bibcode:1996OptL...21...24K. doi:10.1364/OL.21.000024. ISSN 1539-4794. PMID 19865292.
11. ↑  Burgess, Ian B.; Shimmell, Whitney E.; Saravanamuttu, Kalaichelvi (2007년 4월 1일). “Spontaneous Pattern Formation Due to Modulation Instability of Incoherent White Light in a Photopolymerizable Medium”. 《Journal of the American Chemical Society》 129 (15): 4738–4746. doi:10.1021/ja068967b. ISSN 0002-7863. PMID 17378567.
12. ↑  Biria, Saeid; Malley, Philip P. A.; Kahan, Tara F.; Hosein, Ian D. (2016년 3월 3일). “Tunable Nonlinear Optical Pattern Formation and Microstructure in Cross-Linking Acrylate Systems during Free-Radical Polymerization”. 《The Journal of Physical Chemistry C》 120 (8): 4517–4528. doi:10.1021/acs.jpcc.5b11377. ISSN 1932-7447.
13. ↑  Basker, Dinesh K.; Brook, Michael A.; Saravanamuttu, Kalaichelvi (2015년 9월 3일). “Spontaneous Emergence of Nonlinear Light Waves and Self-Inscribed Waveguide Microstructure during the Cationic Polymerization of Epoxides”. 《The Journal of Physical Chemistry C》 119 (35): 20606–20617. doi:10.1021/acs.jpcc.5b07117. ISSN 1932-7447.
14. ↑  Biria, Saeid; Malley, Phillip P. A.; Kahan, Tara F.; Hosein, Ian D. (2016년 11월 15일). “Optical Autocatalysis Establishes Novel Spatial Dynamics in Phase Separation of Polymer Blends during Photocuring”. 《ACS Macro Letters》 5 (11): 1237–1241. doi:10.1021/acsmacrolett.6b00659.
15. ↑  Biria, Saeid; Hosein, Ian D. (2017년 5월 9일). “Control of Morphology in Polymer Blends through Light Self-Trapping: An in Situ Study of Structure Evolution, Reaction Kinetics, and Phase Separation”. 《Macromolecules》 50 (9): 3617–3626. Bibcode:2017MaMol..50.3617B. doi:10.1021/acs.macromol.7b00484. ISSN 0024-9297.
16. ↑  《Spatial Solitons | Stefano Trillo | Springer》. Springer Series in Optical Sciences (영어). Springer. 2001. ISBN 9783540416531. 2017년 12월 21일에 원본 문서에서 보존된 문서.
17. ↑  A. Talebpour et al., Focusing limits of intense ultrafast laser pulses in a high pressure gas: road to new spectroscopic source, 2000,Optics Communications, 183:479–484
18. ↑  A. Talebpour et al., Spectroscopy of the Gases Interactingwith Intense Femtosecond Laser Pulses, 2001, Laser Physics, 11:68–76
19. ↑  L. Wöstea, S. Freyb, J. Wolf, LIDAR-Monitoring of the Air with Femtosecond Plasma Channels, Advances In Atomic, Molecular, and Optical Physics, 2006, 53:413–441
20. ↑  Kamata, M.; Sumyoshi, T.; Tsujikaula, S., & Sekita, H. (2008). Laser machining method, laser cutting method, and method for dividing structure having multilayer board, PCT Application, WO/2008/126742